# Schloss Moos (Kümmersbruck)

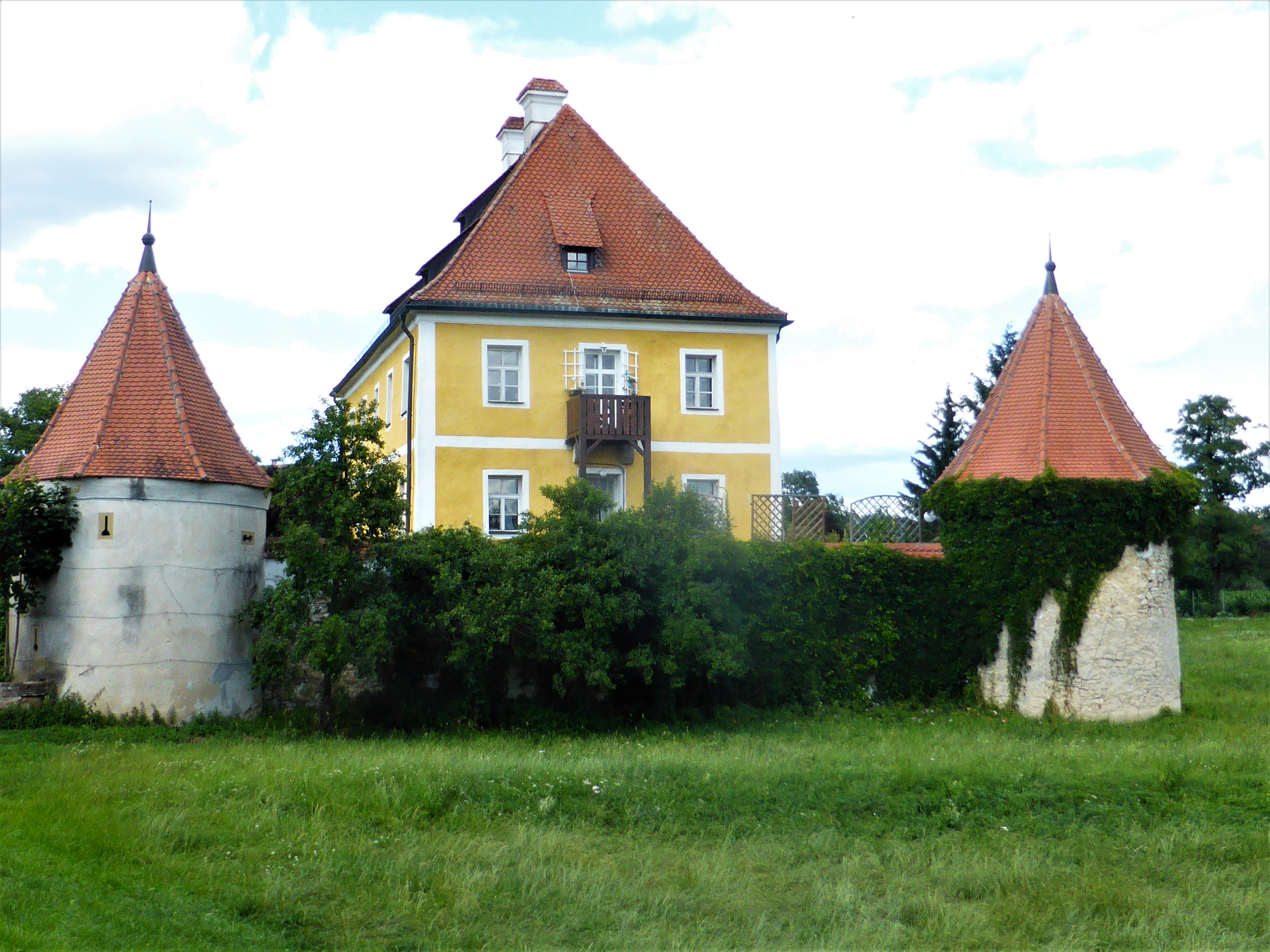
Schloss Moos bei Kümmersbruck

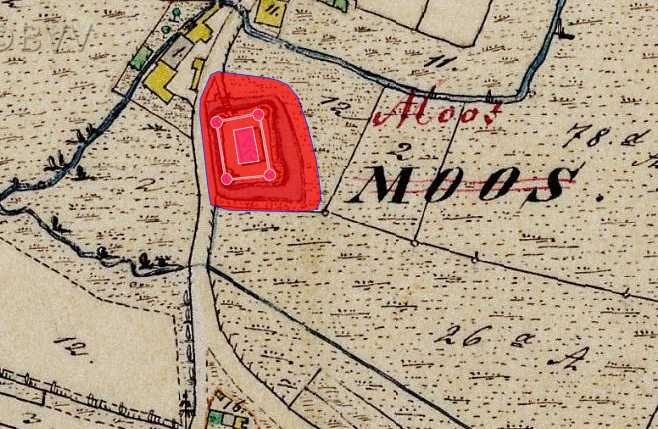
Lageplan von Schloss Moos (Kümmersbruck) auf dem Urkataster von Bayern

Das Schloss Moos ist ein Schloss im Gemeindeteil Moos der oberpfälzischen Gemeinde Kümmersbruck im Landkreis Amberg-Sulzbach von Bayern. Die Gräben um das ehemalige Wasserschloss wurden vom Krumbach gespeist und Anfang des 20. Jahrhunderts trockengelegt. Es ist unter der Aktennummer D-3-71-136-14 als Baudenkmal verzeichnet. „Archäologische Befunde des Mittelalters und der frühen Neuzeit im Bereich des ehem. Wasserschlosses von Moos“ werden zudem als Bodendenkmal unter der Aktennummer D-3-6537-0052 geführt.

## Geschichte
Die Anlage lag an der von Nürnberg über Amberg nach Hiltersdorf und Nabburg nach Böhmen führende Handelsstraße und wurde von den Eignern des Anwesens gesichert. Moos war der Sitz des Edelgeschlechts derer von Moos. 1121 ist Otto von Moß urkundlich als Zeuge anlässlich einer Schenkung an das Kloster Ensdorf bezeugt. 1126 ist Hermann von Moße genannt, ebenfalls als Zeuge einer Schenkung des Wienand von Wolfsbach an das Kloster. 1166 ist wieder ein Otto von Mose ein Zeuge, als Engelsdorf an das Kloster kam. 1190 wird ein Friedrich Mosaer ebenfalls als Urkundenzeuge genannt. In welchen Diensten diese Familie stand und auch ihr Wappen, sind nicht bekannt. Vermutlich bestand damals noch kein gemauerter Sitz, sondern eine auf einem Hügel aufgeschüttete Motte. Das Geschlecht derer von Moos taucht bis Ende des 12. Jahrhunderts auf, dann verliert sich seine Spur.
In der ersten Hälfte des 14. Jahrhunderts ist Moos bereits eine Hofmark. Als Besitzer werden hier die Nortweiner genannt, die in der Gegend reich begütert waren (Theuern, Schloss Kümmersbruck). 1326 erhält Ruger Nortweiner, Vitztum von Amberg, die Einkünfte des herzoglichen Hofes von Moos. 1369 hat sein Sohn Wolfhardt Nortweiner den Besitz übernommen. Im gleichen Jahr verkauft seine Witwe, Anna die Nortweinerin von Moos, das Gut an Wolfhardt den Reich von Amberg. In der Steueranlage des Pflegamtes Rieden von 1441 findet man hier einen Krezl an Inhaber des Landsassengutes. Mitte des 15. Jahrhunderts kam Moos dann an den Jörg Kastner († 1464). Die weiteren Besitzverhältnisse sind verworren, aber 1568 scheint hier Georg Fraihslich (Fraislich, Freißner) als Besitzer auf, dann aber wieder 1525 Paul Hegner († 1536). Dieser war verheiratet mit Dorothea Kastner von Schnaittenbach († 1559). Die Söhne des Paulus Hegner, Hektor († 1563) und Endres (Andreas), haben Moos gemeinsam besessen. Andreas († 1590) war verheiratet mit Susanne, geb. Trainer. Die Witwe heiratete den Christoph Kastner († 1626) von Ittelhofen. Auf ihn folgt Christoph Hegner († 1634), verheiratet mit Maria Kastner von Holzhammer. Sein Sohn Wilhelm (* 1614) konnte Moos wegen Überschuldung nicht übernehmen und Moos wurde nach dem Tod des Christoph Hegner versteigert.
In das Zentrum der bayerischen Geschichte gelangte der Sitz, als sich Kurfürst Maximilian am 8. Oktober 1621 nach der Schlacht am Weißen Berg auf Schloss Moos die Stadt Amberg übergeben ließ. Damit kam der Sitz von der Kurpfalz wieder an Bayern zurück. Der Kurfürst hat hier mehrmals übernachtet, da er sich in Moos sicherer fühlte als in Amberg.
Wegen hoher Verschuldung ging das Gut an die Regierung in Amberg, die es dem Rentmeister Georg Egid Siggenhausen schenkte. 1634 tritt hier Englbert von Hirschau zusammen mit Hans Konrad von Lichtenau auf Lendting als Siggenhauser’scher Vormund auf; beide verkaufen am 15. Februar 1656 Moos an August von Fritsch (* 23. April 1662), der auch Schloss Kümmersbruck besaß und damals Hauptmann von Waldsassen war. Nach seinem Tod übergab seine Witwe Salome den Besitz 1665 an ihren Sohn Johann Michal von Fritsch, dieser verstarb ohne männliche Nachkommen am 27. April 1697 als Regierungsrat in Amberg.
Die Besitzungen gingen dann an seine Tochter, Maria Franziska von Fritsch, die 1669 den Regierungsrat Johann Kaspar Miller von Ammerthal ehelichte. Das Paar hatte eine Tochter, Maria Martha. Diese heiratete am 25. Februar 1695 den Pfleger von Weiden, Max-Adolf von Boslarn († 23. Juni 1733). Als Nächstes folgte 1735 deren Sohn Franz Josef Sebastien von Boslarn, kurfürstlicher Rat, das Schloss. Er ließ den Ansitz 1738 in ein barockes Schlösschen, wie es heute noch besteht, umbauen. Nach seinem Tod († 22. April 1760) kam der Besitz an seinen 19-jährigen Sohn Konrad Josef, der aber bereits drei Tage später verstarb. Die Witwe Maria Walburga von Boslarn, geb. Werner, war über diese Schicksalsschläge so betrübt, dass sie in das Salesianerinnenkloster in Sulzbach eintrat. Moos übergab sie ihrem Sohn, dem ehemaligen Jesuitenpater Franz Josef von Boslarn. Dieser lehrte Mathematik und Physik am Amberger Lyzeum. Da er unverheiratet war, ging der Besitz an Maria Anna von Pelkoven, eine geborene von Boslarn. Sie war die Schwester des geistlichen Rates Josef von Boslarn. Nach ihrem Tod († 12. August 1828) ging Moos an ihren Sohn Johann Nepomuk von Pellkovern auf Theissing, königlich bayerischer Kämmerer und Regierungs- und Kreisschulrat, über. Dieser verkaufte das Schloss bereits am 21. April 1829 an den königl. Landrat und Magistratrat zu Amberg, Johann Nepomuk Wurzer. Als nächster Besitzer ist Franz Xaver von Simmler aus Ebermannsdorf zu nennen. Zwei seiner Töchter, Anna Katharina und Amalia Walburga, sind 1855 in das Schloss Moos eingezogen. Von seinen um 1879 verstorbenen Tanten erbte Oberförster Johann Thoma den Besitz († 11. Juni 1897). Seine Witwe Anna Thoma verkaufte Schloss Moos am 2. Mai 1904 mit allen Gründen an den Darlehenskassenverein Amberg-Land.
1904 wurde der ganze zu dem Schloss gehörende Besitz zertrümmert, die Schlosskapelle wurde schenkungsweise der Gemeinde Moos überlassen. Ein Jahr später erwarb das Schloss Leonhard Bernreuther, der es vorbildlich renovierte. Danach kam es an die Familie Uwe Herrmann, die hier eine Blumenschule einrichtete.

## Baulichkeit
Das neu renovierte Schloss ist ein dreigeschossiger Massivbau mit einem Walmdach, Schleppgauben und einfacher Putzgliederung. Der Bau geht auf spätgotische Zeit zurück, eventuell war es zuvor ein Festes Haus. 1738 wurde es mit Ausnahme der vier Hauptmauern neu erbaut. Bis zu dem Umbau war es ein wehrhafter Bau mit 1 m dicken Mauern im Erdgeschoss und Lichtschlitzen statt Fenstern. An der Ostseite haben sich noch zwei erhalten. Dort befindet sich im ersten Obergeschoss ein freigelegtes spätgotisches Fenster mit einem geraden Sturz und Werksteinen, ebenso ist hier ein Aborterker angebracht. Ursprünglich hat das Gebäude hohe Treppengiebel besessen, diese wurden bei dem Umbau 1738 abgewalmt und der Innenbereich des Hauses entkernt. Die Fassaden wurden mit Ausnahme der Ostfassade symmetrisch gestaltet.

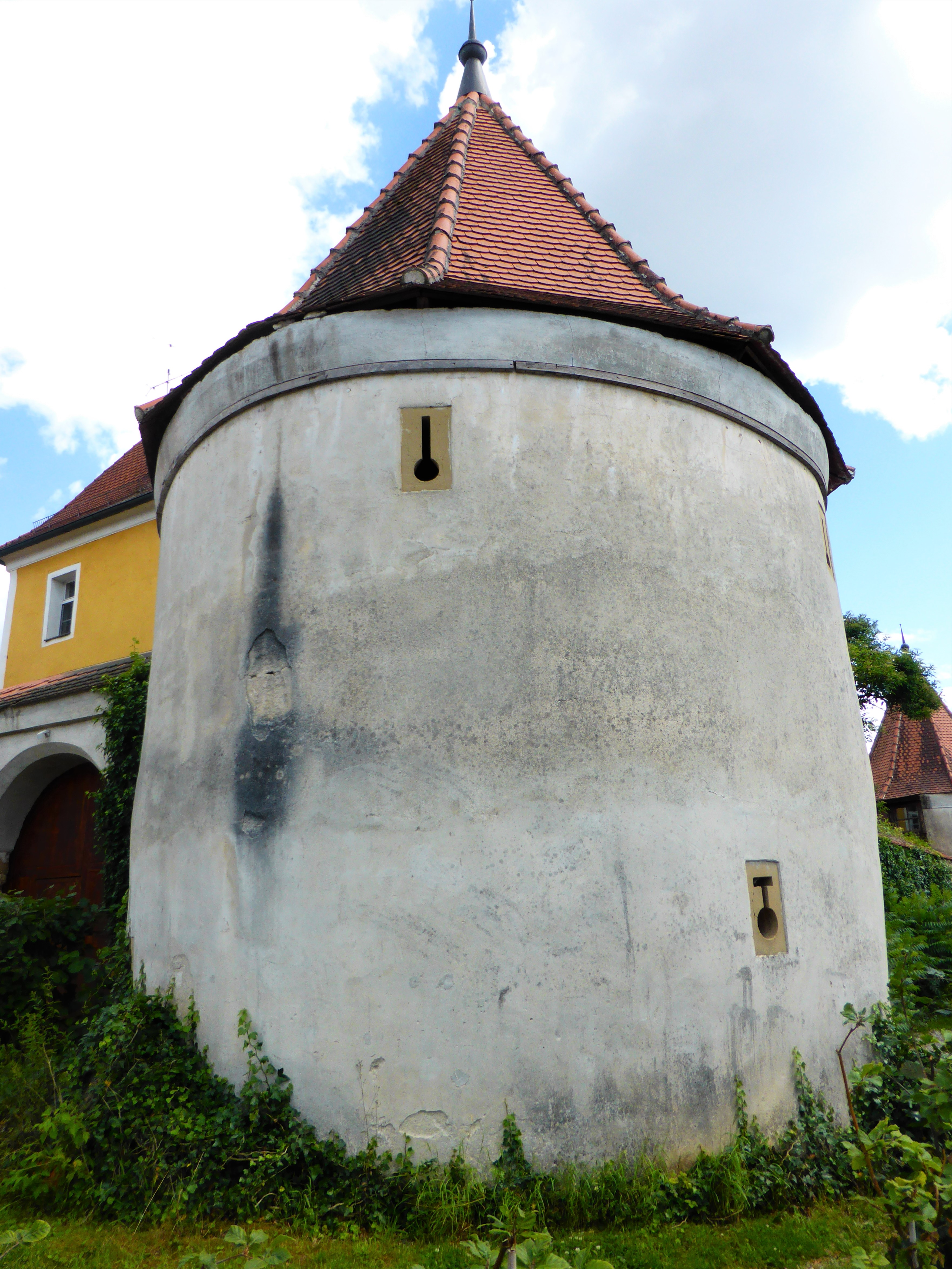
Eckturm der Ringmauer mit Schlüsselscharten

Um das Schloss zieht sich eine Ringmauer mit zahlreichen aus Werkstein gehauenen Schlüsselscharten und vier vorspringenden Ecktürmen aus der ersten Bauphase. Diese ist etwa 3 m hoch und 80 cm dick. An der Innenseite verläuft unter den Scharten ein Absatz, auf dem vermutlich sog. Prellholz auflag. In diesen Balken konnte man zur Milderung des Rückstoßes den Haken an der Unterseite des Büchsenlaufes der Hakenbüchsen einstemmen. Durch die vorspringenden Ecktürme konnte ein seitlicher Beschuss des Mauerfußes vorgenommen werden. Diese waren ursprünglich nach innen offene Schalentürme, die in späterer Zeit durch Bretterwände geschlossen wurden. Die hohen Helme wurden bei der letzten Renovierung (1982–1984) aufgesetzt.
Den ehemaligen Wassergraben kann man an der Süd- und Ostseite noch als Ödlandstreifen erkennen. Der Zugang zu der Anlage erfolgt von der Nordseite; hier befand sich früher eine Brücke, deren innerer Teil hochgezogen werden konnte.